# Cercle de Bandiagara
Pour les articles homonymes, voir Bandiagara.
Le cercle de Bandiagara est une circonscription administrative malienne dans la région de Bandiagara, il a pour chef-lieu la ville de Bandiagara.

## Histoire
Lors de la réforme administrative de 2023, le cercle de Bandiagara est versé dans la région de Bandiagara instaurée depuis 2012, 11 communes sont soustraites du cercle de Bandiagara : Kendié, Kendé, Dogani Béré, Lowol Guéou et Borko forment le nouveau cercle de Kendié; Diamnati, Ondougou, Ségué Iré et Métoumou forment le nouveau cercle de Ningari; Sangha devient chef-lieu de cercle; Wadouba est attachée au cercle de Kani.

## Subdivisions
Avant 2023, il compte 21 communes : Bandiagara, Bara Sara, Borko, Dandoli, Diamnati, Dogani Béré, Doucoumbo, Dourou, Kendé, Kendié, Lowol-Guéou, Métoumou, Ondougou, Pélou, Pignary, Pignari Bana, Sangha, Ségué Iré, Soroly, Timniri et Wadouba.
Depuis 2023, le cercle codé en 1901, est divisé en 4 arrondissements, 10 communes et 184 VFQ : villages, fractions ou quartiers.
| Code   | Arrondissement                       |
| ------ | ------------------------------------ |
| 190101 | Arrondissement central de Bandiagara |
| 190102 | Arrondissement de Ouo                |
| 190103 | Arrondissement de Dourou             |
| 190104 | Arrondissement de Goundaka           |

| Code     | Commune      | Chef-lieu    | VFQ |
| -------- | ------------ | ------------ | --- |
| 19010101 | Bandiagara   | Bandiagara   | 8   |
| 19010102 | Dandoli      | Dandoli      | 15  |
| 19010103 | Doucombo     | Doucombo     | 24  |
| 19010104 | Soroly       | Soroly       | 9   |
| 19010201 | Bara Sara    | Ouo Sarré    | 23  |
| 19010202 | Pignari      | Baboye       | 19  |
| 19010203 | Timniri      | Diangassagou | 29  |
| 19010301 | Dourou       | Dourou       | 29  |
| 19010302 | Pélou        | Pélou        | 5   |
| 19010401 | Pignari Bana | Goundaka     | 23  |

## Population
En 2009, lors du 4e recensement, le cercle comptait 313 456 habitants.

## Jumelage
Il est engagé dans un jumelage-coopération avec :
- Rennes (France) depuis 1995

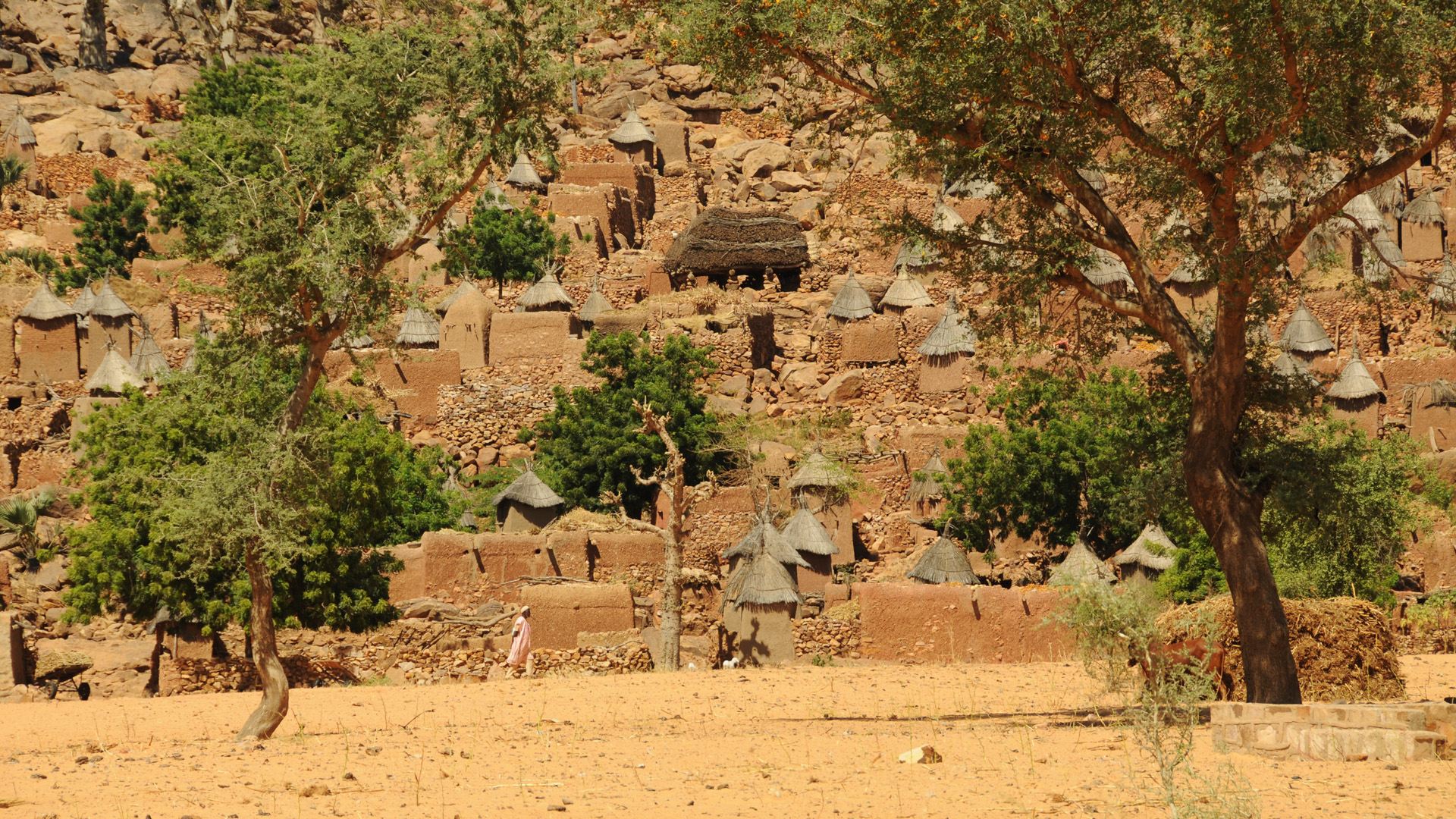
Guimini, un village de la commune de Dourou
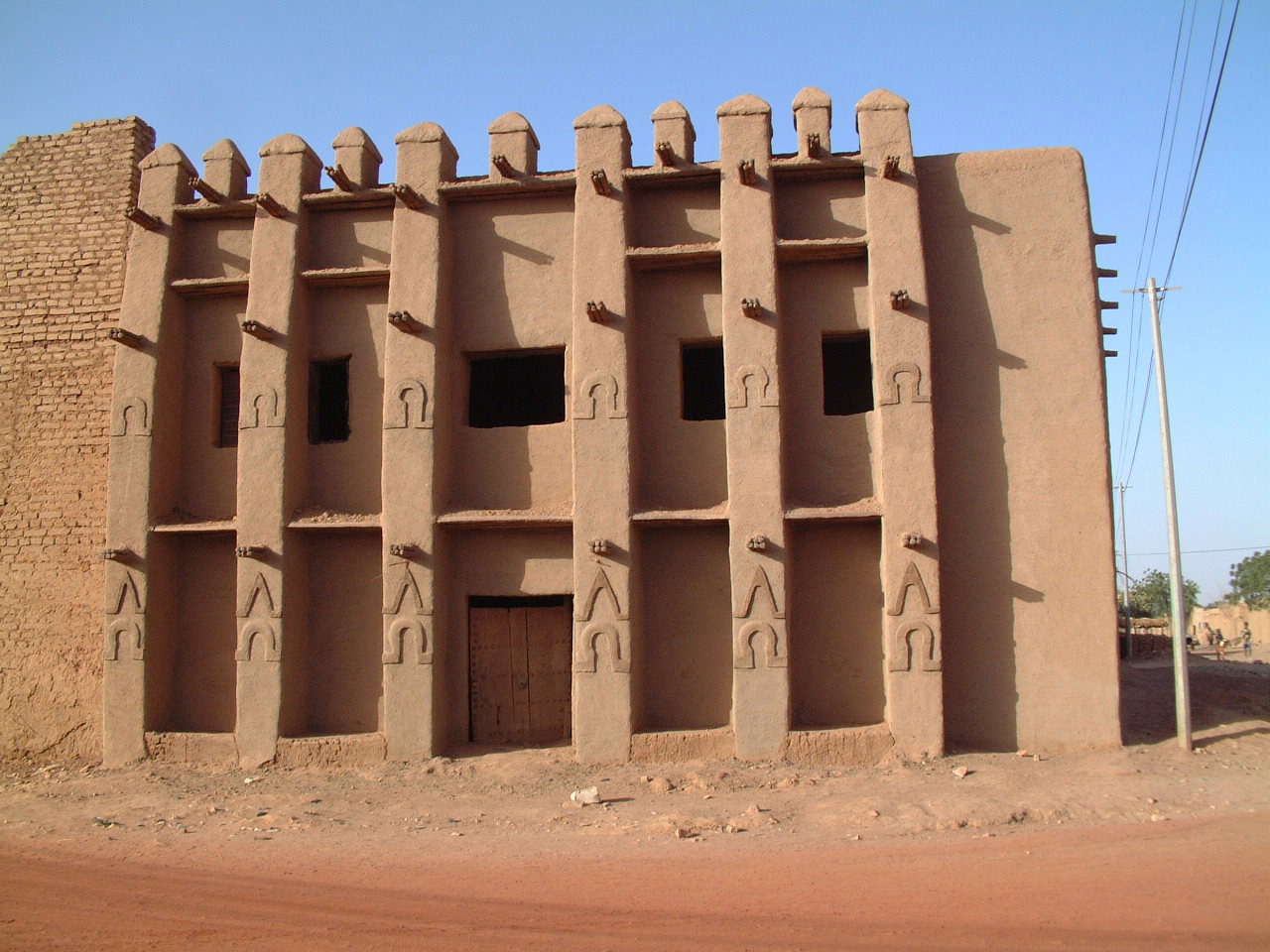
La maison des Toucouleurs à Bandiagara
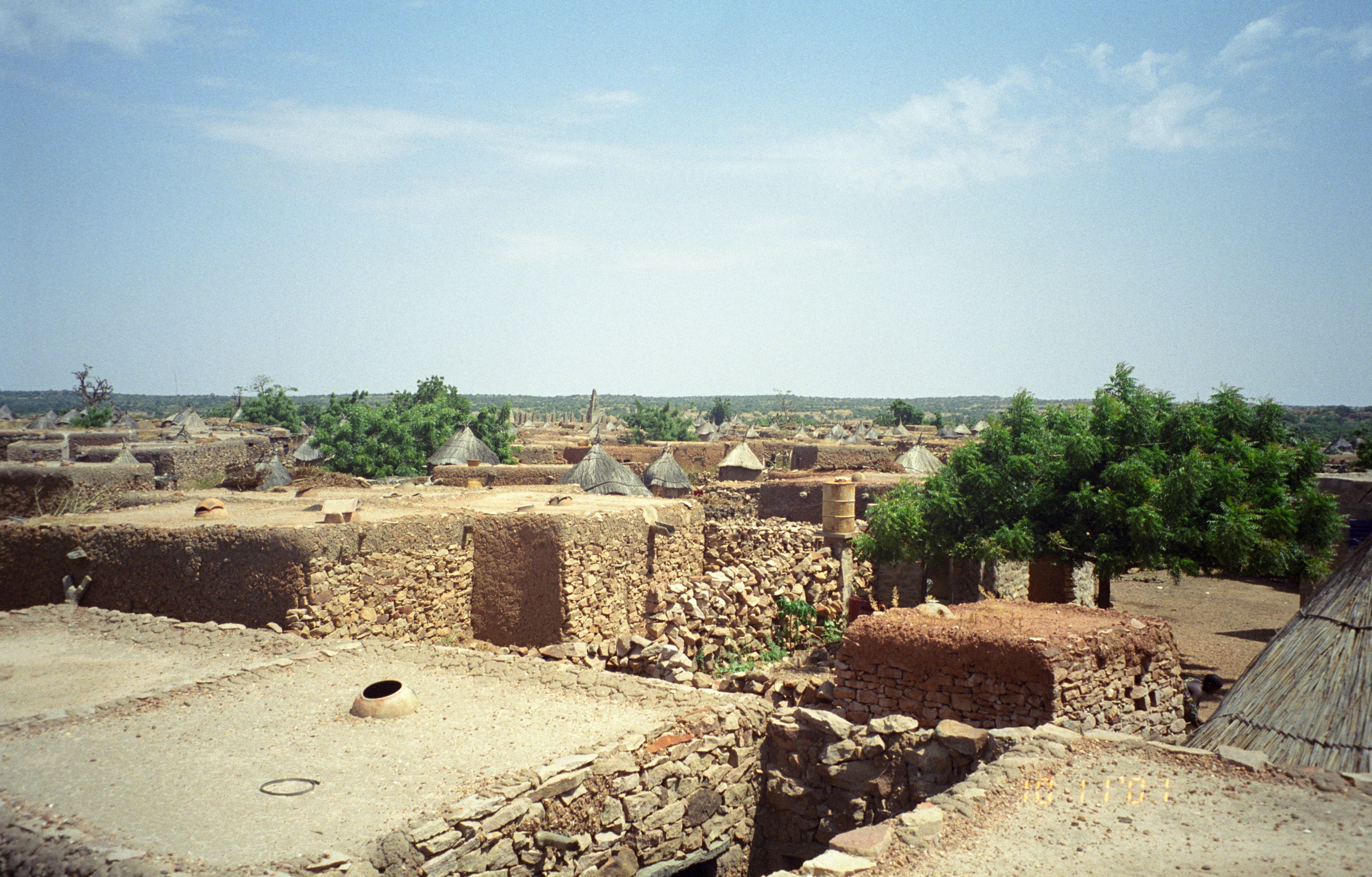
le village de Djiguibombo
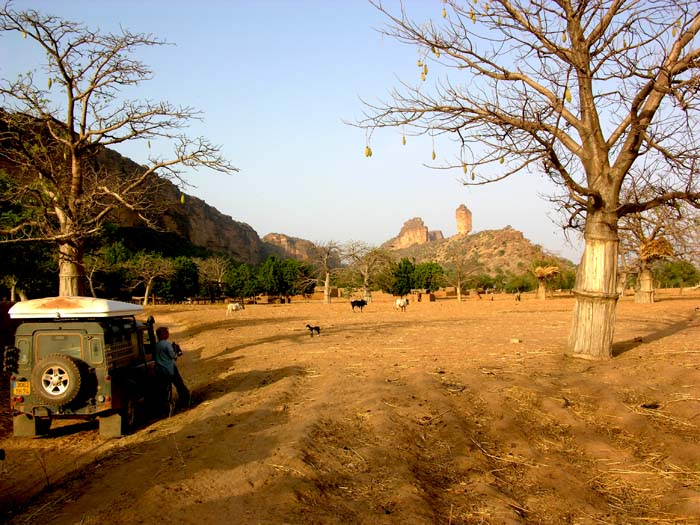
Le village d'Enndé